# Rapporto Taylor
Il rapporto Taylor (in inglese Taylor Report) è un documento redatto da una commissione presieduta dal giudice Peter Taylor di Gosforth su mandato del governo britannico allo scopo di fare luce sulle cause e le conseguenze della strage dell'Hillsborough Stadium di Sheffield del 1989, disastro in cui perirono 96 persone. Oltre a stabilire con precisione le cause della tragedia, il rapporto intendeva ridisegnare le norme di sicurezza negli stadi britannici.
Nell'agosto 1989 fu pubblicato un primo rapporto provvisorio, cui fece seguito quello definitivo, pubblicato nel gennaio 1990. 
Tra le riforme più importanti introdotte dal rapporto vi è l'obbligo per tutti gli stadi di prevedere soli posti a sedere da riservare a tutti gli spettatori muniti di biglietto. La Football League inglese e la Football League scozzese imposero l'obbligo per tutti i club di prima e seconda divisione di dotarsi di impianti con soli posti a sedere. 
Alcuni club avevano iniziato a modernizzare i propri stadi ancor prima dell'introduzione della regola. Il St. Johnstone, per esempio, aveva dato il via alla costruzione del McDiarmid Park, che aprì i battenti in tempo per la stagione sportiva 1989-1990.
Fino ad allora gli spettatori erano costretti a stazionare in piedi e in spazi ristretti. In realtà il rapporto Taylor non affermava che i posti in piedi fossero intrinsecamente un fattore di rischio, ma il governo stabilì che da quel momento in poi gli stadi a norma sarebbero stati quelli aventi unicamente posti a sedere. L'associazione Stand Up Sit Down conduce, a tal proposito, una campagna per giungere ad un compromesso, concedendo ad alcuni tifosi la possibilità di stare in piedi, anche in una zona con posti a sedere.
Il rapporto Taylor si espresse anche in materia di vendita di alcolici negli stadi, barriere metalliche, cancelli, tornelli, prezzi dei biglietti.